# Phyxelididae
Los fixelídidos (Phyxelididae) son una familia de arañas araneomorfas, que forman parte de la superfamilia de los titanecoideos (Titanoecoidea), junto con los titanécidos.

## Distribución
Su distribución se reduce principalmente a una gran zona de África y Madagascar, aunque también se las encuentra en Asia Menor, Borneo y Sumatra, donde el género Vytfutia aparece representado con una especie en cada isla.

## Sistemática
Con la información recogida hasta el 31 de diciembre de 2011, Phyxelididae cuenta con 54 especies descritas comprendidas en 12 géneros. Su género más diverso es Phyxelida con 19 especies.
- Ambohima Griswold, 1990 (Madagascar)
- Kulalania Griswold, 1990 (Kenia)
- Lamaika Griswold, 1990 (Sudáfrica)
- Malaika Lehtinen, 1967 (Sudáfrica)
- Matundua Lehtinen, 1967 (Sudáfrica)
- Namaquarachne Griswold, 1990 (Sudáfrica)
- Phyxelida Simon, 1894 (África, Madagascar, Chipre, Turquía)
- Pongolania Griswold, 1990 (Sudáfrica)
- Themacrys Simon, 1906 (Sudáfrica)
- Vidole Lehtinen, 1967 (Sudáfrica)
- Vytfutia Deeleman-Reinhold, 1986 (Sumatra, Borneo)
- Xevioso Lehtinen, 1967 (África)